# Eugeniusz Góraj
Eugeniusz Góraj (ur. 29 grudnia 1948 w Rawie Mazowieckiej) – polski działacz partyjny i samorządowy, w latach 1989–1990 I sekretarz Komitetu Wojewódzkiego PZPR w Skierniewicach, w latach 2002–2014 burmistrz Rawy Mazowieckiej, od 2015 zastępca prezydenta Skierniewic.

## Życiorys
Syn Stanisława i Zofii. Zdobył wykształcenie wyższe ekonomiczne. Wstąpił do Polskiej Zjednoczonej Partii Robotniczej. Na początku lat 80. był I sekretarzem Komitetu Miasta i Gminy PZPR w Rawie Mazowieckiej, następnie został sekretarzem Komitetu Wojewódzkiego w Skierniewicach. Od 8 lutego 1988 do stycznia 1990 pełnił funkcję I sekretarza Komitetu Wojewódzkiego PZPR w Skierniewicach. W III RP należał do Sojuszu Lewicy Demokratycznej, później wystąpił z tej partii. W 2002, 2006 i 2010 wybierany na burmistrza Rawy Mazowieckiej. W 2014 przegrał w drugiej turze, został natomiast radnym powiatu rawskiego. W styczniu 2015 powołany na stanowisko wiceprezydenta Skierniewic, odpowiedzialnego za inwestycje i transport; zachował stanowisko po wyborach w 2018 oraz po wyborach w 2024.